# Xã Waterbury, Quận Redwood, Minnesota
Xã Waterbury (tiếng Anh: Waterbury Township) là một xã thuộc quận Redwood, tiểu bang Minnesota, Hoa Kỳ. Năm 2010, dân số của xã này là 196 người.